# لوتی لسوتو
لوتی لسوتو (به انگلیسی: Lesotho loti) با کد ایزوی LSL، یکای پول رایج در کشور لسوتو است. مسئولیت کنترل این یکای پول برعهدهٔ بانک مرکزی لسوتو قرار دارد.